# A Natural Disaster
A Natural Disaster — сьомий студійний альбом англійської групи Anathema, який вийшов 3 листопада 2003 року.

## Композиції
1. Harmonium - 05:28
2. Balance - 03:59
3. Closer - 06:20
4. Are You There? - 04:59
5. Childhood Dream - 02:11
6. Pulled Under at 2000 Metres a Second - 05:23
7. A Natural Disaster - 06:28
8. Flying - 05:57
9. Electricity - 03:52
10. Violence - 10:46

## Склад
- Вінсент Кеванах — вокал, гітара
- Джон Дуглас — ударні
- Джеммі Кеванах — бас-гітара
- Деніел Кеванах — гітара
- Лес Сміт — клавишні